# محمدآباد کتکی
محمدآباد کتکی، روستایی در دهستان چاه حسن بخش چاه حسن شهرستان جازموریان در استان کرمان ایران است. این روستا، مرکز بخش چاه حسن است.

## جمعیت
بر پایه سرشماری عمومی نفوس و مسکن در سال ۱۳۹۵، جمعیت این روستا برابر با ۱٬۵۴۸ نفر (۳۶۳ خانوار) بوده است.